# Цай, Джолин
Джоли́н Цай (англ. Jolin Tsai) настоящее имя Цай Или́нь (кит. 蔡依林, пиньинь Cài Yīlín, род. 15 сентября 1980) — тайваньская певица, танцовщица, актриса, дизайнер и композитор. Часто упоминается как «королева поп-музыки» на Тайване и «азиатская танцующая королева»; наибольшей популярности она добилась в Китае и в других странах Азии.
Родившаяся на Тайване Джолин Цай приняла участие в конкурсе MTV и выиграла главный приз, исполнив песню «Greatest Love of All» Уитни Хьюстон. Её первый альбом, вышедший в 1999 год с названием '1019, имел огромный успех и Цай стала кумиром для подростков. Пятый альбом, Magic 2003 года, возглавлял чарты Китая в течение трёх месяцев и считается одним из самых больших успехов певицы, уступая лишь диску Dancing Diva 2006 года с уровнем продаж в 2 миллиона копий в Азии. После нескольких успешных альбомов и десятков хитов, свой пока что последний альбом, Ugly Beauty, она записала в 2018 году.
Джолин Цай на сегодня является одной из самых высокооплачиваемых китайских певиц, было продано свыше 23 миллионов её альбомов и она завоевала множество премий в Азии. В качестве вокалистки данс-попа, Цай вдохновила музыкой этого жанра регион Большого Китая. Также в настоящее время Цай управляет собственной звукозаписью и руководит фирмой Eternal.

## Биография
Хотя Цай и была в детстве застенчивой и замкнутой, в юности она интенсивно учила английский язык и её специализацией в католическом университете Фужэнь была английская литература. Впервые певческую карьеру Цай начала в 18 лет, приняв участие в конкурсе певцов на MTV. Там она выиграла главный приз благодаря исполнению песни «The Greatest Love of All», являвшейся хитом номер один Уитни Хьюстон. В марте 1999 года она подписала контракт с лейблом звукозаписи Universal Music.

## Личная жизнь
Личная жизнь Джолин была предметом общественного внимания, и с момента её дебюта у неё были долгосрочные отношения с Джеем Чоу, Эдди Пэном и Вивиан Доусон. В январе 2001 года Цай познакомилась с тайваньским певцом Джеем Чоу на тайваньском телешоу Guess. В декабре 2001 года они были замечены обедающими в идзакая в Синдзюку, а позже они несколько раз встречались на Тайване. В феврале 2005 года Чоу и тайваньская телеведущая Патти Хоу были замечены путешествующими по Сибуя, что положило конец отношениям Цай и Чоу. После этого Джолин и Джей начали сознательно избегать встреч друг с другом по разным поводам. В июне 2010 года Цай была приглашена в качестве специального гостя на концерт Чоу в Тайбэе, и они, похоже, вернулись к нормальным друзьям. В январе 2007 года Цай и тайваньский актёр Эдди Пэн были замечены путешествующими по Лондону. Позже они несколько раз встречались на Тайване. В сентябре 2008 года у Пэн возник спор со своей бывшей управляющей компанией Power Generation, которую подозревали в попытке помешать отношениям Цай и Пэн. В августе 2009 года бывший менеджер Пэн Вирджиния Лю косвенно подтвердила, что отношения Цай и Пэн с середины 2006 года продолжались более трех лет и было подозрение, что мать Пэн препятствовала развитию их отношений из-за неудовлетворенности нежеланием Цай предавать гласности их отношения. В июле 2010 года новозеландская модель Вивиан Доусон снялся в клипе Джолин на трек "Love Player" из альбома Myself (2010). В сентябре 2010 года они были замечены путешествующими по Токио. С тех пор они постоянно встречаются и путешествуют по миру. В ноябре 2011 года отец Цай косвенно подтвердил отношения Цай и Доусона, а также у Цай были отношения с Джеем Чоу и Эдди Пэн. В феврале 2013 года Цай и Доусон вылетели в Новую Зеландию, чтобы встретиться с родителями Доусона. В декабре 2016 года менеджер Джолин Том Ван подтвердил, что отношения Цай и Доусона мирно закончились в ноябре 2016 года.

## Влияние
Поскольку основную часть поклонников Цай составляют женщины и гомосексуальные мужчины, она имеет статус гей-иконы. В 2007 году песня Цай «Bravo Lover» стала основной песней тайваньского прайда. Другие её песни, в том числе «Fantasy», «Dr. Jolin», «Gentlewoman», «We’re All Different, Yet the Same», and «Womxnly», рассчитаны на гомосексуальную аудиторию и положительно оценивают однополые отношения. В 2012 году Цай подписала петицию, призывающие власти Тайваня легализовать однополые браки. Джолин Цай является лауреатом премии «Icon Award», которую она получила за свою поддержку однополых отношений в «китайском мире». В 2015 году Цай снялась для обложки лесбийского журнала «Lezs». В интервью, данном этому журналу, певица осудила гомофобию и призвала людей принять все виды любви. Она заявила: «Мы должны дать им время, чтобы понять друг друга, поскольку у каждого человека своё определение любви». Во время «Play World Tour» в 2015-16 годах Цай произнесла речь в поддержку трансгендеров, а также осудила буллинг детей и подростков, в том числе гомосексуальных, и упомянула спровоцированное буллингом самоубийство подростка на Тайване.

## Дискография

### Студийные альбомы
- 1019 (1999)
- Don’t Stop (2000)
- Show Your Love (2000)
- Lucky Number (2001)
- Magic (2003)
- Castle (2004)
- J-Game (2005)
- Dancing Diva (2006)
- Agent J (2007)
- Butterfly (2009)
- Myself (2010)
- Muse (2012)
- Play (2014)
- Ugly Beauty (2018)

### Компиляции
- Together (2001)
- Dance Collection (2002)
- The Age of Innocence (2003)
- Born to Be a Star (2004)
- J9 (2004)
- J-Top (2006)
- Dancing Forever (2006)
- Favorite (2006)
- Final Wonderland (2007)
- Love Exercise (2008)
- Jeneration (2009)
- Ultimate (2012)

### Концертные альбомы
- J1 Live Concert (2005)
- If You Think You Can, You Can (2007)
- Love & Life (2009)
- Myself World Tour (2013)
- Play World Tour (2018)

## Фильмография
- Six Friends (2001)
- Come to My Place (2002)
- In Love (2002)
- Hi Working Girl (2003)
- Agent J (2007)

## Публикации
- Jolin’s English Diary Book (2005)
- Jolin’s Party (2005)
- Love Exercise (2008)
- Keep Fit (2011)

## Турне
- J1 World Tour (2004-06)
- Dancing Forever World Tour (2006-09)
- Myself World Tour (2010-13)
- Play World Tour (2015-16)
- Ugly Beauty World Tour (2019-23)